# Piniphantes cirratus
Espèce
Synonymes
- Lepthyphantes cirratus Thaler, 1986

Piniphantes cirratus est une espèce d'araignées aranéomorphes de la famille des Linyphiidae.

## Distribution
Cette espèce est endémique de Corse en France.

## Publication originale
- Thaler, 1986 : Über Lepthyphantes cirratus n. sp. und die Formen der Untergruppe um L. pinicola Simon (Arachnida: Aranei, Linyphiidae). Archives des Sciences, Genève, vol. 39, p. 225-234.